# 버바 스탈링
데릭 "버바" 스탈링(영어: Derek "Bubba" Starling, 1992년 8월 3일~ )은 미국의 전 야구선수이다. 캔자스시티 로열스 및 산하 마이너리그 구단에서 프로시절을 보냈다.

## 아마추어 경력
가드너 에저튼 고등학교 축구팀에서 쿼터백을 맡았으며 고3시절 국내 최고의 쿼터백 유망주 중 한 명으로 여겨졌다. 스탈링은 네브래스카 대학교 링컨가 제안한 장학금을 받으며 야구 및 축구를 동시에 뛰기로 했다.
스탈링은 또한 캔자스 농구 올스테이트 팀의 일원이기도 했다.

## 프로 경력
2011년 메이저 리그 신인 드래프트에서 캔자스시티 로열스가 스탈링을 1라운드 5순위로 지명했다. 그는 드래프트에서 가장 운동능력이 좋은 유망주로 여겨졌었다. 2011년 8월 14일에 대학진학 대신 캔자스시티 로열스와 3녀 750만 달러에 계약했다. 750만 달러의 계약금은 드래프트 역사상 2번째로 높은 금액이였다. 또한 고등학교 선수중에는 가장 높은 금액이였다. 당시 스탈링의 에이전트는 스캇 보라스였다.
켄자스시티 로열스 산하 루키리그 벌링턴 로열스에서 2012년에 프로대뷔를 했다. 시즌 내내 루키리그에서만 뛰며 53경기 출장해 타율 .275 타점 33타점을 기록했다. 2013년에는 애틀란틱 리그 소속 렉싱턴 레전드에서 뛰며 타율 .241 홈런 13개 63타점을 125게임동안 기록했다. 2014년에는 하이A 윌밍턴 블루 록스에서 뛰며 132경기 출장해 타율 .218, 9홈런, 54타점을 기록했다. 2015년에는 윌밍턴과 더블A 노스웨스트 아칸소 내추럴에서 뛰며 103경기 출장해 타율 .269, 12개의 홈런, 44타점을 기록했다.

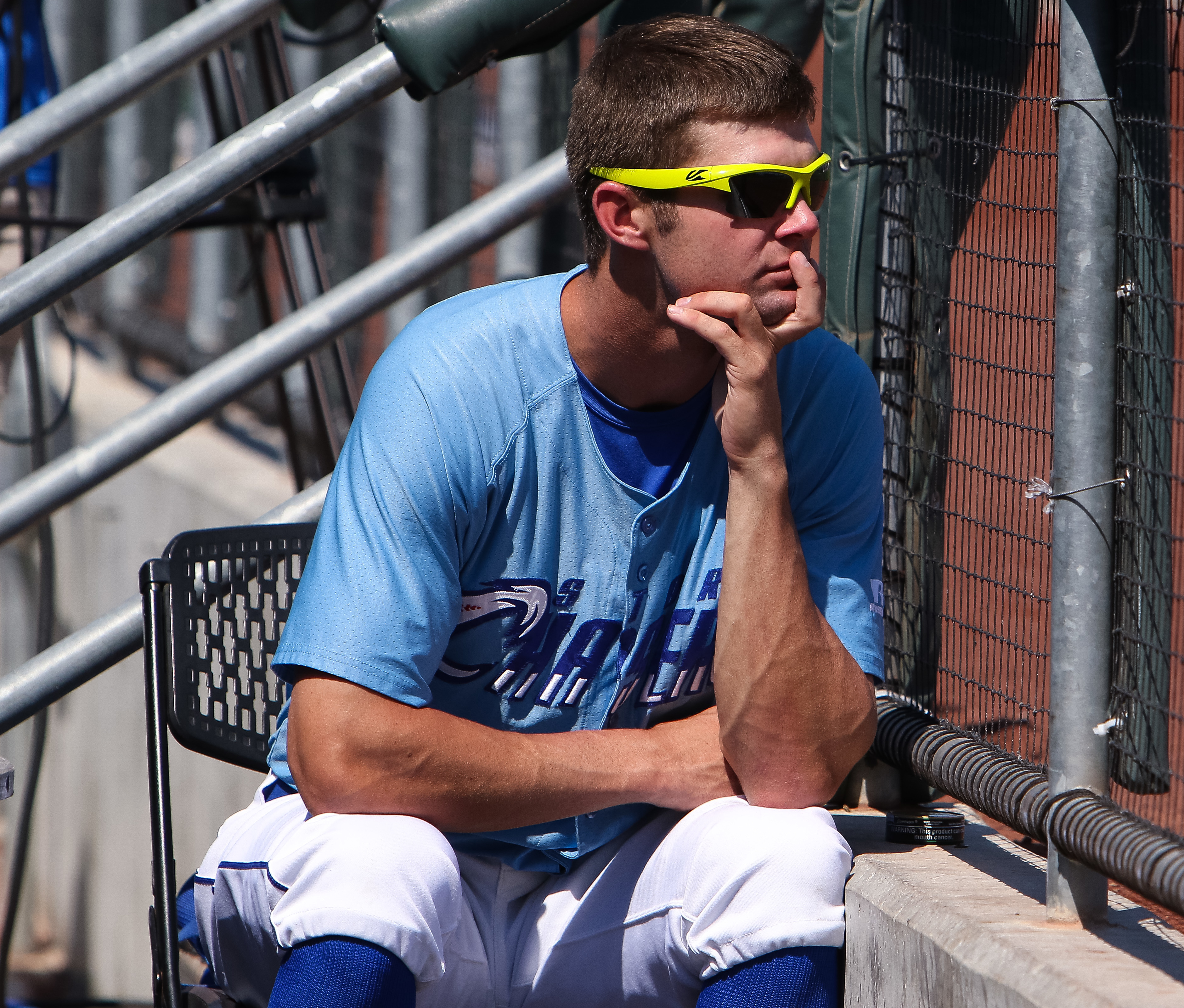
2016년 오마하 스톰 체이서시절 버바 스탈링

2015년 시즌 후 로열스는 그를 40인명단에 포함시켰다. 2016년에는 노스웨스트 아칸소에서 시작했지만 7월에 트리플A 오호마 스톰 체이서로 승격되었다. 두 팀을 오가며 109게임동안 타율 .183, 7홈런, 40타점을 기록했다. 2017년에는 오하마에서만 뛰며 80경기 출장해 .248/.303/.381, 7홈런, 21타점을 기록했다.
2018년에도 오하마에서 시즌을 보냈는데, 부상으로 인해 많은 경기에 출전하지는 못했다. 오하마와 재활기간동안 있었던 애리조나 컴플렉스 리그 로열스, 아이다호 폴스 추카스에서 20경기 출장하 타율 .296, 4홈런, 11타점을 기록했다. 2018년 11월 30일에 로열스는 그를 논텐더 방출함에 따라 자유계약선수가 되었다. 12월 17일 로열스는 스탈링과 마이너리그 재계약을 체결했다. 2019시즌에도 오하마에서 시작했고 트리플A 올스타전에 퍼시픽 코스트 리그소속으로 참가했다.

### 캔자스시티 로열스 시절
2019년 7월 12일에 로열스는 스탈링을 메이저리그로 승격했다. 그날 밤 디토로이드 타이거즈와의 경기에서 메이저리그에 데뷔했다. 다음날 경기에서 데뷔 첫 안타와 타점을 타이거즈 소속 매튜 보이드 상대로 기록했다. 7월 21일에 메이저리그 데뷔 첫 홈런을 클리블랜드 인디언즈 소속 브래드 핸드를 상대로 기록했다. 2019시즌 총 56경기에 출장해 타율 .215를 기록했다.
2020년에는 35경기에 출장해 타율 .169, 1홈런, 5타점을 기록했다. 12월2일 로열스는 스탈링을 논텐더 방출시켰다. 12월 12일에 스탈링은 마이너리그 재계약을 했다.
이후 2021년 10월 26일 페이스북을 통해 야구선수 은퇴를 선언했다.

## 국제대회 경력
2021년 7월2일에 도쿄 올림픽 야구 미국 야구 국가대표팀에 발탁되었다. 결승전에서 일본에 지며 은메달을 획득했다.

## 개인사
스탈링은 택사스주 가드너에서 태어나 자랐는데 그의 어머니 또한 가드너 에저튼 고등학교에서 3개 종목의 스포츠를 했었다. 아버지 또한 근처 웰스빌 고등학교에서 야구를 했다.